# Pietà Rondanini
Pietà Rondanini je nedokončené sousoší Michelangela Buonarrotiho, na kterém pracoval v posledních letech svého života.

## Historie
Michelangelo zpracovával toto téma opakovaně. Ve své vatikánské Pietě z roku 1499 zobrazuje výjev v tradiční podobě, kdy Kristus leží na klíně své matky. Toto pozdější zobrazení ukazuje Krista ve vertikální pozici, podpíraného matkou.
Socha byla léta umístěna na dvoře paláce rodu Rondanini (správně Rondinini), kde byla nalezena a popsána v roce 1807. Odtud získala své jméno. Po smrti markýze Giuseppe Rondininiho posuzoval vybavení jeho paláce sochař a znalec Carlo Albacini, který vyloučil Michelangelovo autorství a prohlásil sochu za moderní dílo. Proto zůstala mimo zájem sběratelů.
V oxfordském muzeu (Ashmolean Museum in Oxford) je uchováváno pět Michelangelových kreseb ze závěru jeho života, zobrazujících tento motiv, na což upozornil v roce 1857 ředitel londýnského muzea South Kensington, John Charles Robinson.
V roce 1952 zakoupilo sochu město Miláno. Od roku 1956 pak byla vystavena v Muzeu starého umění (Museo d'Arte Antica) v areálu hradu Sforzesco. Nacházela se v sále XV (Sala degli Scalioni), který byl pro tento účel upraven architektoniockým ateliérem BBPR (Gianluigi Banfi, Lodovico Barbiano di Belgiojoso, Enrico Peressutti, Ernesto Nathan Rogers).
V roce 2015 byla socha přemístěna do samostatné expozice (Museo Pietà Rondanini) v bývalém španělském špitálu (Ospedale spagnolo) na nádvoří Cortile delle Armi. Novou podobu prezentace sochy upravil architekt Michele De Lucchi.
Na místě Piety v Sala degli Scalioni stojí od dubna 2018 Pietà od amerického sochaře Barryho X Balla, jež je variací na Michelangelovo téma. Socha byla vytvořena moderními technologiemi z íránského onyxu v letech 2011-2018.

## Popis
Pieta zobrazuje oplakávání mrtvého Krista po jeho sejmutí z kříže před uložením do hrobu. Tato scéna Oplakávání měla původně více účastníků (svatý Jan, Marie Magdalena). Ve čtrnáctém století se téma zužuje na postavu matky a syna. I Pieta Rondanini nese stopy toho, že původně mělo sousoší mít více postav. Nakonec zůstaly pouze postavy Krista a jeho matky. Pojetí se ale zcela liší od dřívějších Michelangelových děl na stejný námět (Vatikánská pieta) a odkazuje spíše již k manýrizmu.